# Another Level (Blackstreet)
Another Level è il secondo album del gruppo hip hop statunitense Blackstreet, pubblicato il 9 settembre del 1996 e distribuito da Interscope Records. Per il mercato europeo e brasiliano, l'album è commercializzato da MCA Records. L'album è portato al successo da No Diggity, la maggiore hit del gruppo che presenta la collaborazione di Dr. Dre e Queen Pen e scala le classifiche fino ad arrivare al numero uno della Billboard Hot 100.
Il 14 novembre seguente, la RIAA lo certifica disco di platino per il milione di copie vendute. Il 19 novembre 1997, la RIAA certifica le quattro milioni di copie vendute. L'album entra nelle classifiche di tutto il mondo, rivelandosi un grande successo nei Paesi Bassi, dove resta in classifica per 65 settimane.
| Recensione                    | Giudizio                |
| ----------------------------- | ----------------------- |
| AllMusic                      | [ 8 ]                   |
| Chicago Tribune               | [ 9 ]                   |
| The Rolling Stone Album Guide | [ 10 ]                  |
| The Source                    | favorevole              |
| Muzik                         | [ 11 ]                  |
| Vibe                          | positivo                |
| Rolling Stone                 | medio                   |
| Robert Christgau              | né positivo né negativo |

## Tracce
Musiche di Frank Pimentel (traccia 2), William Stewart (traccia 3), Eric Williams (traccia 15), Wisley Hoggs (traccia 15) e Teddy Riley. Co-produzione di Chauncey Hannibal (tracce 4-6, 8 e 13), Roosevel Harrell (traccia 7), Sprague Williams (traccia 9), Xavier Hargrove (traccia 16), Tommy Sims (traccia 17).
1. Black & Street Intro – 1:14
2. This is How We Roll – 3:31
3. No Diggity (featuring Dr. Dre & Queen Pen) – 5:03
4. Fix – 4:04
5. Good Lovin' – 4:31
6. Let's Stay in Love – 4:15
7. We Gonna Take U Back (Lude) / Don't Leave Me – 5:17
8. Never Gonna Let You Go – 5:00
9. I Wanna Be Your Man – 4:05
10. Taja's Lude (Interlude) – 0:27
11. My Paradise (Interlude) – 2:11
12. Deja's Poem – 0:24
13. (Money Can't) Buy Me Love – 3:30
14. Blackstreet (on the Radio) – 3:18
15. I Can't Get You (Out of My Mind) – 4:50
16. I'll Give It to You – 4:16
17. Happy Song (Tonite) – 5:38
18. Motherlude) – 4:35
19. The Lord is Real (Time Will Reveal) – 4:13

Durata totale: 70:22

## Classifiche

### Classifiche settimanali
| Classifica (1996)         | Posizione massima |
| ------------------------- | ----------------- |
| Australia                 | 37                |
| Belgio (Vallonia)         | 48                |
| Canada                    | 18                |
| Francia                   | 39                |
| Germania                  | 47                |
| Nuova Zelanda             | 32                |
| Paesi Bassi               | 20                |
| Regno Unito               | 26                |
| Stati Uniti               | 3                 |
| US Top R&B/Hip-Hop Albums | 1                 |
| Svezia                    | 44                |
| Svizzera                  | 19                |